# 高梁中央病院
医療法人清梁会 高梁中央病院（いりょうほうじんせいりょうかい たかはしちゅうおうびょういん）は、岡山県高梁市にある医療機関。医療法人清梁会が運営する病院である。岡山県災害拠点病院に指定されている。

## 沿革
- 1961年（昭和36年） 医療法人厚友会設立 友近外科病院20床開設。
- 1962年（昭和37年） 友近外科病院が友近病院に変更。
- 1971年（昭和46年） 医療法人清梁会設立 戸田病院32床開設。
- 1972年（昭和47年） 友近病院が高梁中央病院に名称変更。
- 2000年（平成12年）4月1日 旧・戸田病院と旧・高梁中央病院が合併して新・高梁中央病院を開設。
- 2008年（平成20年）8月6日 岡山県災害拠点病院に指定[1]。
- 2009年（平成21年） DPC対象病院として認定
- 2010年（平成22年） 電子カルテ導入
- 2012年（平成24年） 新病棟（A館）竣工、病床数変更192床（一般116床、医療療養44床、介護療養32床）
- 2013年（平成25年） 4月1日 A館棟屋上ヘリポート運用開始
- 2014年（平成26年） 病院機能評価3rdG:Ver.1.0（主：一般病院1 副：慢性期病院）認定
- 2014年（平成26年）地域包括ケア病床開設
- 2014年（平成26年）日本内科学会教育関連施設として認定
- 2015年（平成27年）4月 地域がん診療病院に指定
- 2015年（平成27年）10月 地域包括ケア病棟開設
- 2015年（平成27年）10月 セカンドオピニオン外来開設
- 2017年（平成29年）3月 高梁中央訪問看護ステーション 廃止
- 2017年（平成29年）4月 在宅サポート室 開設
- 2019年（平成31年）3月 病院機能評価3rdG:Ver2.0（主：一般病院1 副：慢性期病院）認定（更新）
- 2020年（令和2年）日本消化器内視鏡学会 指導連携施設認定
- 2020年（令和2年）5月 高梁中央介護医療院開設（介護療養病棟を転換）

## 診療科
- 外科
- 内科
- 消化器内科
- 消化器外科
- 脳神経外科
- 肛門外科
- 整形外科
- 泌尿器科
- 放射線科
- 眼科
- 循環器内科
- 皮膚科
- 心療内科
- 精神科
- 呼吸器内科
- リハビリテーション科
- 腎臓内科
- 糖尿病内科
- 内分泌内科
- 呼吸器外科
- リウマチ科
- 肝臓内科
- 胆嚢・膵臓内科
- 耳鼻咽喉科
- 乳腺内分泌外科
- 婦人科

## 医療機関の指定等
- 保険医療機関
- 災害拠点病院
- 救急告示病院
- 臨床研修病院（協力型）
- 特定疾患治療研究事業指定医療機関
- 小児慢性特定疾患治療研究事業指定医療機関
- DPC対象病院
- 労災保険指定医療機関
- 労災保険アフター指定医療機関
- 生活保護法指定医療機関
- 結核予防法指定医療機関
- 原子爆弾被害者一般疾病医療取扱医療機関
- 身体障碍者福祉法指定医の配置されている医療機関
- 精神通院医療指定医療機関
- 更生医療指定医療機関
- 岡山県協会けんぽ健診実施期間
- 岡山県胃・大腸がん・肺がん精密検診実施期間
- 岡山県肝炎一次専門医療機関
- 岡山県脳卒中医療連携体制　急性期C・回復期・維持期
- 岡山県糖尿病医療連携体制　初期・安定期治療
- 岡山県難病医療協力病院
- 日本静脈経腸栄養学会　NST稼働施設認定
- 日本内科学会　教育関連病院認定
- 地域がん診療病院
- 日本外科学会　外科専門医制度関連施設認定
- 日本消化器内視鏡学会　指導連携施設認定

## 近隣の施設
- 高梁郵便局
- 晴れの国岡山農業協同組合びほく統括本部
- 岡山県立高梁城南高等学校

## 交通アクセス
- JR伯備線 備中高梁駅より徒歩5分。
- 備北バス 高梁中央病院前下車すぐ。
- 備北バス 日本生命前下車徒歩3分。

## 関連施設
- 高梁中央介護医療院
- 在宅介護支援センター
- 老人保健施設 ゆうゆう村